# Isbank Tower I
Isbank Tower I (tur. İş Kuleleri) – wieżowiec w Stambule w Turcji. Był najwyższym budynkiem w mieście i całym kraju. Należy do kompleksu Is Bankasi Towers, na który poza nim składają się jeszcze dwa 118-metrowe budynki. Jego budowa zakończyła się w roku 2000. Ma wysokość nieco ponad 181 metrów, a wraz z masztem na dachu ma prawie 195 metrów. Ma 52 piętra, które są wykorzystywane w celach biurowych. Budynek należy do grona "inteligentnych wieżowców", czyli takich w których wykorzystuje się bardzo nowoczesne rozwiązania technologiczne. Liczne detale architektoniczne przypominają Trump Tower w Nowym Jorku, który zresztą był zaprojektowany przez tę samą firmę architektoniczną. W pobliżu budynku znajduje się stacja metra "4. Levent". Został wybudowany i należy także do Turkish Commerce Bank.